# Zuidelijke spikkelspanner
De zuidelijke spikkelspanner (Synopsia sociaria) is een nachtvlinder uit de familie van de uilen, de Noctuidae. 

## Levenscyclus
De zuidelijke spikkelspanner gebruikt allerlei kruidachtige planten als waardplanten. De rups is te vinden van mei tot juni, de vlinder vliegt vervolgens in juli. De soort overwintert als ei.

## Voorkomen
De soort komt voor van het westen van het Middellandse Zeegebied tot het westen van Centraal-Azië. In Nederland is de zuidelijke spikkelspanner sinds 1920 niet meer waargenomen.